# Joan Parera i Casanovas
Joan Parera i Casanovas (Granollers, 13 de febrer de 1884 - Barcelona, 16 de novembre de 1939) va ser un industrial i mecenes català, fundador i primer president de la Perfumeria Parera de Badalona el 1912, empresa que va tenir un èxit notable durant les dècades de 1920 i 1930.

## Família
Parera va néixer a Granollers el 13 de febrer de 1884, en una família dedicada al negoci de la cereria. Es va casar amb Montserrat Lluch de Grau, amb qui va tenir tres fills: Maria Rosa, Albert i Montserrat.

## Industrial
Passats els anys, vers 1912, hom afirma que va fer-se venedor d'una petita empresa de perfumeria de Badalona. Els seus bons dots de comerciant i químic van fer que ben aviat es convertís en gerent de vendes de l'empresa, que més tard va comprar per convertir-la en la Perfumeria Parera, de la qual va ser primer president. Altres afirmen, en canvi, que era el negoci familiar, a la rebotiga del qual s'havia dedicat a crear perfums de la seva autoria. En tot cas, d'aquest petit local que estava al carrer de Sant Pere es va traslladar el 1916 a un nou edifici que va fer construir al carrer d'Arnús, que donava també al passatge de Maignon i a l'avinguda de Martí Pujol, un terreny que va aconseguir per subhasta pública, i on va tenir també una botiga de venda al detall.
L'empresa es va fer molt coneguda en l'àmbit nacional i va tenir ressò a nivell internacional. Va compaginar la producció de colònies a granel amb els perfums en flascó de disseny propi. Els seus millors anys van ser les dècades de 1920 i de 1930. Va fer-se molt conegudes les seves línies de colònies, perfums i altres productes d'higiene, amb marques com Chesterfield, Cactus, Cocaína en flor o el conegut Varon Dandy.

## Exili
Durant la Guerra Civil va traslladar-se inicialment a Grassa, prop de Canes, on va instal·lar la seva empresa i va adquirir una gran quantitat d'essències. Després, per haver estat membre de la Lliga Catalana i amic personal de Francesc Cambó, es va haver d'exiliar a l'Argentina, on va obrir una nova empresa de perfumeria, però l'aventura va durar poc a causa de l'esclat de la Segona Guerra Mundial.

## Mort
Acabada la guerra a Espanya, ell i la família tornen a Badalona per reprendre el negoci, però no va poder a causa de la seva mort el 16 de novembre de 1939, a Barcelona, d'una embòlia pulmonar. Va ser enterrat al cementiri de Granollers, en un hipogeu de 1931, obra de l'arquitecte Joan Padrós, amb un conjunt escultòric de Frederic Marès.
Després de la seva mort, l'empresa, convertida en societat anònima el 1940, va continuar funcionant a Badalona fins a 1973, quan els seus fills van traslladar-la al polígon industrial del Congost de Granollers, tot i que mantindrà encara les oficines a la seu original. El 1982 van decidir vendre-la a la multinacional Reckitt Benckiser, que la va acabar absorbint totalment el 1990.

## Mecenes
Parera va ser un gran mecenes a la ciutat de Granollers, especialment amb entitats de caràcter social i cultural. Per aquesta raó, el 30 de gener de 1934, l'Ajuntament de Granollers va atorgar-li la distinció de Fill Predilecte de la ciutat.
Els seus descendents van crear i mantenir la Fundació Juan Parera Casanovas a Granollers, dedicada al mecenatge.